# Thomas Reiter
Thomas Arthur Reiter (Francoforte, 23 maggio 1958) è un astronauta tedesco dell’Agenzia Spaziale Europea.

## Carriera
Reiter è un colonnello della Luftwaffe. Nel 2006 è entrato tra i 50 astronauti con più ore nello spazio. Vive a Rastede nella Bassa Sassonia, è sposato e ha due figli.
Nel 1982 si è diplomato in astronautica all'Università delle Forze armate della Germania Federale a Monaco. Ha completato il suo addestramento da pilota in Germania e nel Texas negli Stati Uniti d'America.
È stato un ingegnere di volo a bordo della stazione spaziale Mir nell'autunno del 1995. È partito con la missione Sojuz TM-22 e ha trascorso 179 giorni sulla stazione spaziale russa. Durante la sua permanenza ha effettuato due EVA diventando il primo tedesco a effettuare una passeggiata spaziale.

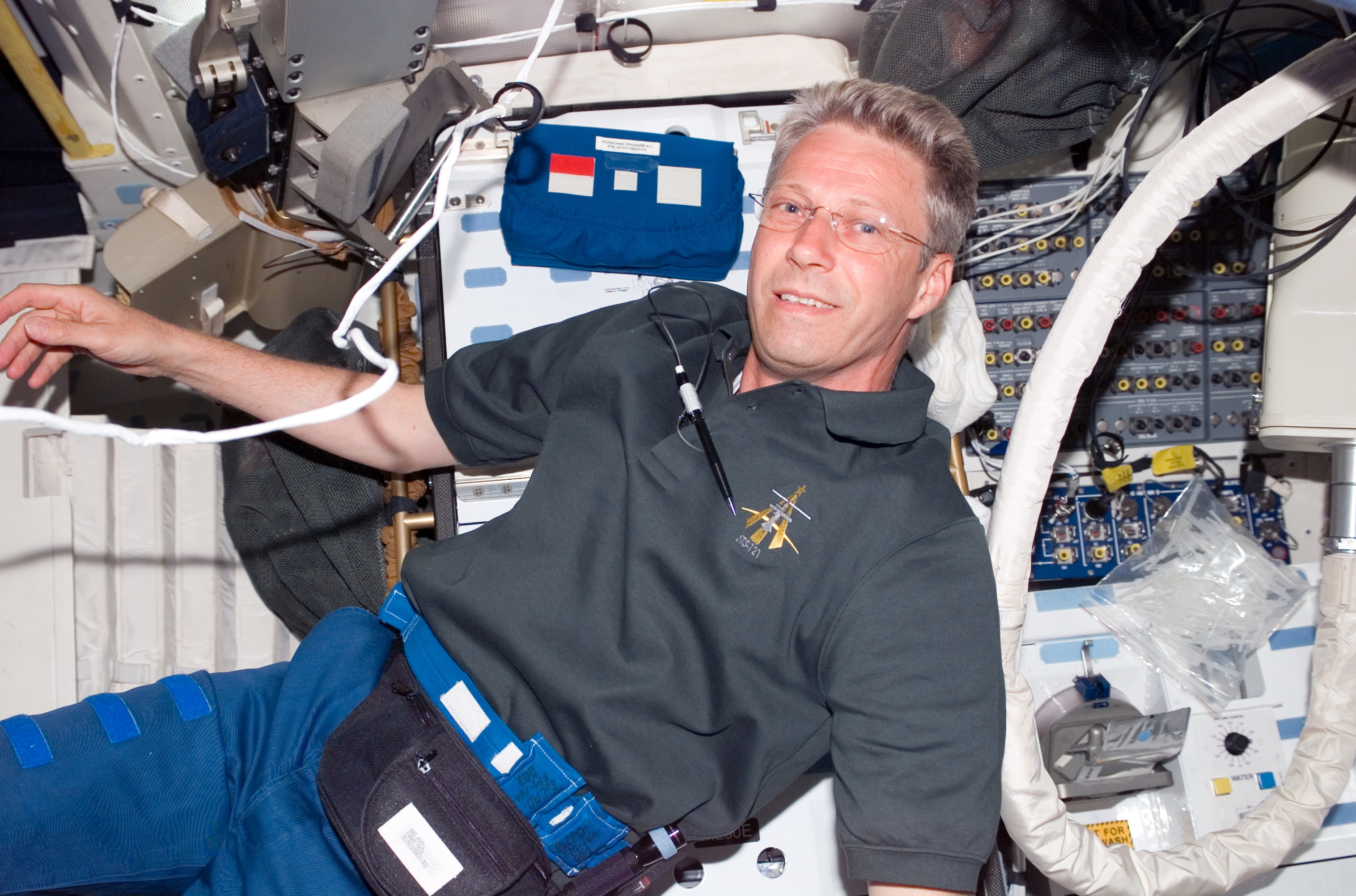
Reiter nella Stazione spaziale internazionale

Tra il 1996 e il 1997 ha seguito un addestramento aggiuntivo per la Sojuz ottenendo una qualifica per pilotare un equipaggio di tre persone a bordo della Sojuz nella fase di rientro dallo spazio.
Reiter si è addestrato per una missione semestrale a bordo della Stazione spaziale internazionale ed è stato lanciato con il Discovery (STS-121) con la missione Expedition 13. La data di lancio prevista era il 1º luglio 2006 ma è stata posticipata fino al 4 a causa delle condizioni meteorologiche. È rientrato sulla Terra con la STS-116 dello Shuttle.
Reiter ha collezionato complessivamente 350 giorni nello spazio, il record per un astronauta non statunitense né russo.
Il 17 marzo 2011 è stato nominato Direttore dei Voli abitati dell'ESA per un periodo di quattro anni, in sostituzione dell'italiana Simona Di Pippo.